# Trương Thị Huệ
Trương Thị Huệ (sinh năm 1961) là đại biểu Quốc hội Việt Nam khóa XIII, thuộc đoàn đại biểu Thái Nguyên.

## Tiểu sử
Ngày sinh: 28/1/1961
Giới tính: Nữ
Dân tộc: Sán Dìu
Tôn giáo: Không
Quê quán: Xã An Khánh, huyện Đại Từ, Thái Nguyên
Trình độ chính trị: Cử nhân chính trị
Trình độ chuyên môn: Cử nhân thương mại
Nghề nghiệp, chức vụ: Tỉnh ủy viên, Trưởng đoàn chuyên trách Đoàn ĐBQH tỉnh Thái Nguyên khóa XIII, Ủy viên Hội đồng Dân tộc của Quốc hội
Nơi làm việc: Văn phòng Đoàn ĐBQH và HĐND tỉnh
Ngày vào đảng: 3/4/1995
Nơi ứng cử: Thái Nguyên
Đại biểu Quốc hội khoá: XIII
Đại biểu chuyên trách: Địa phương
Đại biểu Hội đồng nhân dân: Đại biểu HĐND tỉnh khóa XI, XII